# Volta ao Alentejo 2010
Die 28. Volta ao Alentejo fand vom 10. bis 13. Juni 2010 statt. Das Radrennen wurde in vier Etappen über eine Distanz von 723,7 Kilometern ausgetragen. Das Rennen war Teil der UCI Europe Tour 2010 und in die Kategorie 2.2 eingeordnet.

## Etappen
| Etappe    | Tag      | Start – Ziel                           | km    | Etappensieger    | Führender       |
| --------- | -------- | -------------------------------------- | ----- | ---------------- | --------------- |
| 1. Etappe | 10. Juni | Vidigueira – Aljustrel                 | 178   | Cândido Barbosa  | Cândido Barbosa |
| 2. Etappe | 11. Juni | Viana do Alentejo – Estremoz           | 180,2 | Bruno Pires      | Cândido Barbosa |
| 3. Etappe | 12. Juni | Reguengos de Monsaraz – Monsaraz (EZF) | 018,4 | David Blanco     | David Blanco    |
| 4. Etappe | 13. Juni | Redondo – Évora                        | 162   | Steffen Radochla | David Blanco    |